# TB or not TB
TB or not TB (Ser o no ser en Argentina y España; Hipocresía en México) es el cuarto episodio de la segunda temporada de la serie estadounidense House M. D., que se estrenó en la cadena Fox el 1 de noviembre de 2005 en Estados Unidos, siendo emitida el 25 de abril de 2006 en España.
El doctor Sebastian Charles es un médico ejemplar y famoso que dedica su vida a combatir la tuberculosis, una enfermedad característica de la pobreza, en África. Sufre un desmayo y a todos les parece obvio que es tuberculosis. Pero no a House. En el capítulo House se ve enfrentado a una forma de ejercer la Medicina completamente distinta que la suya.

## Sinopsis
El título TB or not TB es un juego de palabras de múltiples significados, que toma como base la frase "ser o no ser" (to be or not to be), que el dramaturgo inglés William Shakespeare puso en boca de Hamlet y con la que empieza su famoso monólogo en la obra del mismo nombre. El título recurre a la similitud de sonido en inglés, del verbo to be (ser) con las letras TB, que también significan "tuberculosis". De este modo el célebre dilema de Hamlet, "ser o no ser", puede leerse también en el título como "tuberculosis o no tuberculosis".
Jugando con ambos significados, el título se refiere a la duda médica que enfrentará el equipo de House para establecer si se encuentran o no frente a un caso de tuberculosis, pero también frente al dilema existencial y moral que plantea la frase de Shakespeare, sobre lo que está bien y lo que está mal, tanto en la forma que se maneja la medicina y la industria farmacéutica en el mundo, y frente a las personas y países sin recursos, como a la decisión de cada médico sobre el camino personal que cada uno toma para ejercer la Medicina.
La frase "TB o no TB" también se relaciona con la televisión (TV), ya que el capítulo pone en evidencia como un problema, en este caso de salud pública, es atendido o postergado según que los medios de comunicación lo difundan. En el capítulo, el riesgo de morir por tuberculosis de un famoso doctor convoca la atención de la televisión, cosa que no logra la muerte por tuberculosis de miles de personas sumidas en la pobreza en África.
Finalmente la frase se refiere a cómo se confunde la apariencia de las personas, con lo que realmente son. 

### Caso principal
El Dr. Sebastian Charles dedica su vida a combatir la tuberculosis en África, una enfermedad que tiene como causa la pobreza y el desinterés de los ricos por desprenderse de una pequeña cantidad de sus beneficios. Se trata de una persona ejemplar, cuya obra es difundida por los medios de comunicación y que podría ganar el Premio Nobel de la Paz. 
Durante una presentación para persuadir a una empresa farmacéutica a proporcionar más medicamentos para los pobres, se desmaya y es llevado al hospital Universitario Princeton-Plainsboro. El propio doctor Charles, la Doctora Cuddy y los médicos del equipo de House están seguros de que se trata de tuberculosis (TB). Pero House está en desacuerdo.
El Dr. Charles pretende participar de las reuniones de diagnóstico de su propio caso, y House busca alejarlo burlándose de su causa y del olor que despide un polvo para la transpiración que aquel utiliza para combatir el calor del Desierto del Sahara. Finalmente logra sacarlo con un truco. Chase es el primero en aceptar la hipótesis de que pudiera no tratarse de tuberculosis y House lo elogia como un "besaculos". Entre la gran cantidad de síntomas, Chase destaca que el ritmo cardíaco es anormal y Foreman se pregunta si podría tratarse del síndrome del seno enfermo (SSE). Cameron acepta la posibilidad y comenta que va a realizarle un test de estrés y un electrocardiograma, pero sin decirlo le realiza además, por su cuenta, un test de Mantoux para verificar si tiene tuberculosis.
Las pruebas son contradictorias y House decide realizarle la prueba de la mesa inclinada, generalmente de poco eficiencia. Sin embargo House aumenta la velocidad de las oscilaciones a tal punto que el paciente se desmaya, pero también pone en evidencia un intervalo anormal del ritmo cardíaco, un defecto que podría causar la muerte sin un marcapasos, especialmente si se encuentra en un lugar alejado de centros médicos, como los que frecuenta en África. Cuando el Dr. Charles está siendo llevado por Cameron para colocarle el marcapasos, se siente mal, le duele la cabeza, siente adormecida las manos, vomita y se desmaya. 
House tacha el síndrome del seno enfermo y los síntomas se multiplican en la pizarra. Ordena una IRM y cuando se la están realizando Cameron nota que la reacción Mantoux dio positivo: tiene tuberculosis. House la regaña, porque él sabía que la prueba de tuberculosis daría positiva: "¡Por supuesto que tiene tuberculosis: el tipo estuvo en la selva durante 20 años!". Ahora el Dr. Charles dirá que él tenía razón y no querrá hacer más pruebas.
El Dr. Charles tiene una tuberculosis multirresistente (MDR-TB) y el tratamiento recomendado es levofloxacina, estreptomicina y otros dos medicamentos. Charles se conmueve por la facilidad con la que él puede conseguir esos medicamentos y se niega a tomarlos, con la esperanza de llamar la atención de los medios de comunicación y lograr respaldo de la opinión pública para presionar a las empresas farmacéuticas.
Efectivamente, la decisión del Dr. Charles despertó el interés de los medios que concurrieron al hospital a transmitir una conferencia de prensa realizada desde la cama. House y Wilson la ven desde otra habitación y aquel se percata de que Charles está transpirando en demasía. House corre a la conferencia de prensa y se da cuenta de que el Dr. Charles está al borde de un colapso. En ese momento, tiene un ataque de corazón y Cameron procede a resucitarlo con un desfibrilador. Los medios de comunicación transmiten todo y House dice mirando a las cámaras: "Eso... no es TB". Wilson por su parte, que estuvo mirando todo por televisión, comenta filosóficamente: "televisión convincente".
House tenía razón, la tuberculosis no pudo causar el ataque cardíaco. Pero por otra parte Cameron una baja del nivel de azúcar en el líquido cefalorraquídeo (LCR), síntoma que sí corresponde a la tuberculosis. House entonces quiere hacer lo que le había propuesto Cameron: tratar al Dr. Charles por tuberculosis para descartar los síntomas correspondientes a esa enfermedad y precisar cuáles son los síntomas que corresponden a la afección subyacente.
El doctor Sebastián se rehúsa tajantemente a ser tratado por tuberculosis y remarca las diferencias entre él y House, diciendo que él (House) no tolera fracasar en descubrir lo que le pasa a su paciente, mientras que él (Sebastián) no importa que salve un millón de pacientes habrá otro millón. House le contesta que si continúa rechazando el tratamiento, y por ende, dificultando su trabajo el exigirá que a la hora de la autopsia sea el forense asignado y, después de descubrir que tenía en realidad, convocará una rueda de prensa y revelará que su muerte no fue provocada por la tuberculosis, provocando que los medios pierdan el interés en esa enfermedad y finalmente buscarán otra enfermedad de moda; estupefacto Sebastián pregunta por qué haría eso, a lo que House fríamente contesta que es porque es un "maldito" y se va de la habitación; derrotado Sebastián procede a tomar la medicina para curarse de la tuberculosis.
Pizarra de síntomas:
- Vértigo
- Baja azúcar en LCR  Hecho
- Visión borrosa
- Confusión
- Síncope  Hecho
- Paro cardíaco  Hecho
- síndrome del seno enfermo
- Variabilidad FC  Hecho
- Adormecimiento focal
- Migrañas  Hecho

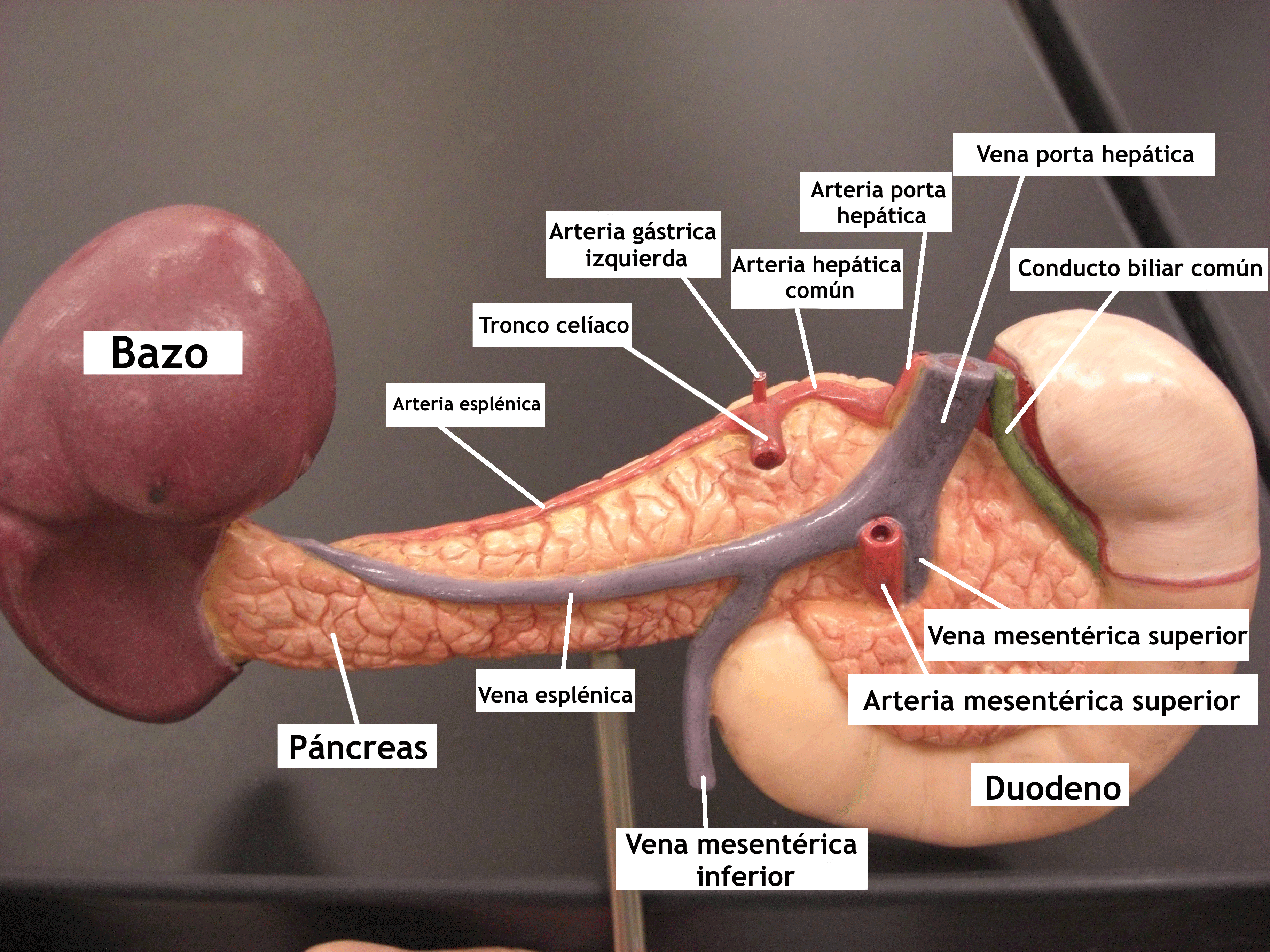
La imagen muestra el páncreas, la arteria esplénica corriendo por su borde superior y la arteria mesentérica superior. Para verificar el nesidioblastoma, se inyectó al paciente calcio siguiendo el curso de ambas arterias.

El equipo se sorprende cuando Chase confirma que la baja azúcar en el líquido cefalorraquídeo continúa pese al tratamiento contra la tuberculosis. Se trata de un síntoma clásico de esa enfermedad. "Esto es bueno", dice House. Pero Foreman le responde que no es bueno, es extraño. "Extraño es bueno", confirma House, porque habitualmente las situaciones extrañas tienen una sola explicación. ¿Qué otra cosa que la tuberculosis puede causar una baja de la azúcar en el LCR? Es Chase el que responde: alto nivel de insulina en sangre. A Cameron no le parece posible: no puede ser glucagonoma (tumor de las células alfa del páncreas) porque no presenta erupción cutánea, ni puede ser un tumor porque no apareció en la IRM ni la TAC. House dice entonces que sólo queda como posibilidad... que sea un tumor. Cameron se enfada porque ella había demostrado que no podía ser un tumor. Pero House aclara: un tumor muy pequeño, un tumor que no se ve, un nesidioblastoma, un crecimiento anormal de los islotes de Langerhans, una región del páncreas en la que se encuentran las células beta encargadas de producir la insulina.
¿Cómo se prueba lo que no puede verse? Por sus efectos. Se inyecta calcio en el páncreas, lo que causa que las células beta liberen insulina; si hay un tumor que causa un exceso de células beta, la insulina se producirá en demasía y el azúcar caerá demasiado y abruptamente. La inyección confirma el diagnóstico de House y se programa otra cirugía para eliminar el tumor.

### Atención clínica de rutina
House detesta realizar atención clínica de rutina porque lo aburre la ausencia de problemas médicos graves y complejos. En este capítulo atiende a una mujer a la que le duele "la punta de la cabeza". Inmediatamente House descubre que tiene lo senos nasales congestionados a causa de una alergia al gato de su madre recién fallecida. Como la mujer se niega a tomar pastillas o recibir inyecciones, House le recomienda recurrir a una bolsa si es que vive cerca de un río.
House le apuesta a Foreman una semana de atención clínica a que el Dr. Charles reacciona negativamente a la prueba de la mesa inclinada, algo que Foreman sabe que suele no producirse. House gana -con cierto truco- y Foreman lo sustituye utilizando su bata. Una paciente se queja de su trato, y cuando House niega haber sido él nadie le cree.

### Relaciones entre los personajes
La presencia del Dr. Charles en el hospital enfrenta a House con su propia forma de ejercer la medicina. Su amigo el Dr. Wilson le pregunta si odia a Charles porque cura a miles de personas cada año, mientras que él apenas cura a unas 30. El Dr. Charles cuestiona la posición "objetiva" de House y defiende por el contrario una Medicina comprometida: "cuando tenemos un millón de personas muriendo, la perspectiva correcta es gritarlo a todo pulmón". Charles piensa que la diferencia con House es que él tiene una esperanza. House por su parte cree que lo que impulsa al Dr. Charles es el reconocimiento masivo que le brindan los medios de comunicación. En el cierre, nuevamente Wilson, le dice a House que su disgusto con el Dr. Charles se debe a que este disfruta lo que hace.
El caso tiene un significado particular para la Dra. Cameron, debido a su personalidad guiada por fuertes principios morales, que se ve atraída por un hombre que une el ejercicio de la Medicina y los principios morales. El Dr. Charles la invita a sumarse a su causa, pero ella rechaza el ofrecimiento. House piensa que Cameron -quien se casó a sabiendas con un moribundo- perdió el interés en el Dr. Charles cuando este empezó a sanar.
Durante el capítulo el Dr. Foreman atiende a una paciente utilizando la bata de House. La paciente formula una queja sobre el modo en que fue atendida por el Dr. House, y nadie le cree que no fue él.

## Diagnóstico
Nesidioblastoma, un pequeño tumor en el páncreas, y tuberculosis.